# Dave Christian
David William Christian, detto Dave (Warroad, 12 maggio 1959), è un ex hockeista su ghiaccio statunitense.

## Palmarès

### Olimpiadi invernali
- 1 medaglia:
  - 1 oro (Lake Placid 1980)